# Robert Einbeck

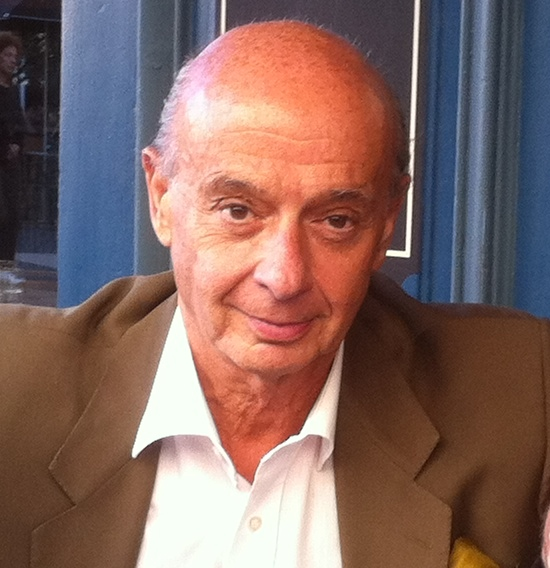
Robert Einbeck (2014)

Robert Einbeck (* 1944 in Paris) ist ein französischer Künstler, Dichter und zeitgenössischer Maler. Er wurde früh von der Arbeit von Wassily Kandinsky und Paul Klee geleitet. Ihm folgten Mark Rothko und Barnett Newman. Die Arbeiten, die er in den 1970er Jahren schuf, konzentrierten sich im Wesentlichen auf Formen, Zeichen und Licht und führten zu seinem vollständigen Werk, das eine spirituelle Dimension inspirierte. Robert Einbeck und seine Frau Marion Einbeck sahen humanistische Werte als Grundlage jeder Zivilisation und starteten 1989 in New York das Projekt "The Einbeck's Time For Peace Project". Es folgten 1994 die "Time For Peace Film & Music Awards", deren Ziel es war, die Filme und Musik zu fördern, die diese humanistischen Werte vermitteln. Nachdem er nach zwanzig Jahren in den USA nach Frankreich zurückgekehrt war, kehrte Einbeck zu seiner Bildarbeit zurück und stellte sie in den Dienst anderer, indem er ein Werk entwickelte, das sich hauptsächlich auf Gelassenheit, Schönheit und Emotionen konzentrierte. Er verband es auch mit den neuen Technologien der heutigen Zeit. Hierzu zählt vor allem das Serenity Projekt, welches sowohl Patienten als auch dem Pflegepersonal in Krankenhäusern die Möglichkeit zur Meditation bietet.

## Werdegang
Einbeck wurde 1944 in Paris geboren. Als Junge begeisterte er sich für Poesie und Fotografie. Sein Stiefvater ignorierte jedoch seine künstlerischen Neigungen und registrierte ihn an einer Handelsschule und später an einer Schule für Juweliere.
Nach einem kurzen Aufenthalt in London, wo er Kurse am Courtauld Institute of Art belegte, kehrte Einbeck nach Frankreich zurück. Dort widmete sich seiner ursprünglichen Leidenschaft, seiner Poesie. Schon bald verband ihn eine tiefe Beziehung mit dem neuen Realismus in Nizza. Er lernte den Maler Raymond Moretti kennen, der ihn Joseph Kessel und Louis Nucéra vorstellte. Mit Nucéra verband ihn schon bald eine tiefe Freundschaft. Sein von Raymond Moretti illustriertes „Poème Mécanique“ (Mechanisches Gedicht) von 1967, welches bereits den Platz und das Schicksal des Menschen im Universum thematisierte. Poème Mécanique beschrieb den Geist der mechanischen Welt, in welcher der zeitgenössische Mensch gefangen ist. Im gleichen Zeitraum traf Einbeck Salvador Dalí, der ihm vorschlug, eines seiner Gedichte „H, comme bombe“ (H, wie in H-Bombe – d. h. Wasserstoff) zu illustrieren, für das Georges Ribemont-Dessaignes sich bereit erklärte, das Vorwort zu schreiben.
1968 produzierte Einbeck, zu der Zeit stellvertretender künstlerischer Leiter von Editions Draeger, zwei Bücher: Les Dîners de Gala (Galas Abendessen) von Salvador Dalí und Picasso de Draeger (Draegers Picasso) in Zusammenarbeit mit seinem Freund, dem Fotografen Edouard Qui.

## Malerei
Anfang der 70er Jahre erkannte Einbeck, dass die Poesie seine Erwartungen nicht mehr vollständig erfüllen konnte. Er musste eine neue Ausdrucksweise finden, um eine breitere Öffentlichkeit für die Botschaft zu sensibilisieren, die er vermitteln wollte. Deshalb wandte sich Einbeck der Malerei zu und übernahm die Stilmittel der Semiotik, die sich aus ihrer Behandlung in der Welt der Farben, Zeichen und Formen ergibt. Er wurde schon früh von emblematischen Persönlichkeiten des frühen 20. Jahrhunderts wie Wassily Kandinsky und Paul Klee geleitet.
Seine Begegnung in 1971 mit der Arbeit von Barnett Newman bei seiner Ausstellung im Grand Palais hat Einbeck geschockt und beeinflusst. Diese Offenbarung führte ihn zu einem neuen künstlerischen Ansatz, insbesondere zu einer Reflexion über bestimmte kabbalistische Aspekte, die er 1978 entwickeln sollte. Dieser intellektuelle Prozess wurde durch sein Studium der philosophischen Schriften in Bezug auf Tantrismus, Zen und Tao erweitert. Anschließend erkennt man den gesamten spirituellen Fortschritt von Einbeck, dessen Ziel es ist, den Betrachter zu einem inneren Bewusstsein zu führen, das ihn zu einem besseren Verständnis des Selbst, der Welt um ihn herum und der Beziehungen zwischen Menschen führt.
1975 begann Einbecks Karriere als Maler. Seine erste Ausstellung erhielt besondere Aufmerksamkeit von allen Pariser Kritikern. Gilles Plazy erklärte unter anderem: "Einbecks Malerei ist eine Passage zwischen der Alltagswelt und der geistigen Welt. Ästhetik ist die Kommunikation zwischen dem Physischen und dem Metaphysischen." Nacheinander folgten mehrere Ausstellungen: 1978 in der Galerie de l'Esplanade mit der Bewegung „Abstraction Vivante“ (Lebende Abstraktion), die er zusammen mit dem Kritiker Gilles Plazy schuf; Anfang der 80er Jahre in der Galerie du Chapitre, in der Galerie Für Junge Künstler in Mannheim; im Musée André Malraux; in der Galerie Charly l'Envers; und in der Galerie Patrice Landau. Die FIAC in Paris zeigte auch einige seiner Werke direkt neben den Werken von Max Ernst. Gleichzeitig macht er sich mit dem Schaffen von Paul Klee am Bauhaus, dem Werk von Wassily Kandinsky "Le Spirituel dans l'Art" (Das Spiritual in der Kunst) und dem Werk von Mark Rothko vertraut, die ihn dazu bringen, Räume und Installationen zu schaffen, die der Meditation und Kontemplation gewidmet sind.

## Time-For-Peace-Periode

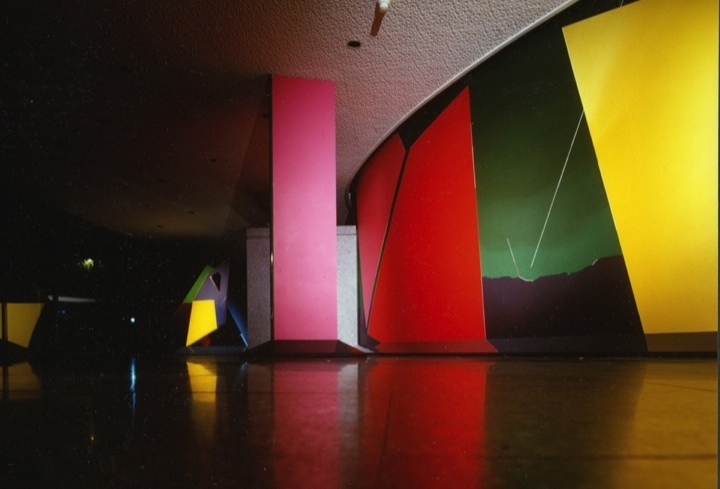
1987 - Einbeck Space at Sanofi France

Das Jahr 1983 brachte eine entscheidende Wende in Einbecks Leben. Er traf eine junge Frau, deren Intelligenz, Schönheit und intensive persönliche Geschichte ihn faszinieren. Nachdem sie vor kurzem nach Paris gezogen ist, moderiert sie eine Radiosendung über Symbolik. Sie heiraten im selben Jahr, und von da an, mit Ausnahme seiner Bilder, werden Einbecks Projekte zusammen mit Marion durchgeführt, insbesondere die Farbforschung, die 1985 im Hôpital Ambroise-Paré in Paris in der Abteilung von Professor Bourdarias beginnt. Diese Forschung über den Einfluss von Farbe auf Herzpatienten, deren Ziel es ist, der Ausarbeitung von Einbecks kontemplativen Bereichen zu dienen, ist eine Premiere. Das Projekt wird von einem multidisziplinären Team geleitet, das aus einem methodischen Spezialisten, drei Kardiologen, einem Augenarzt, einem Lichtingenieur, einem Psychologen, einem Architekten, einem Informatiker sowie Robert und Marion Einbeck besteht. Das Ergebnis– veröffentlicht in vielen wissenschaftlichen und populären Rezensionen und präsentiert im Quinze Vingt Hospital in Paris und im Accademia dei Lincei in Rom – ist unerwartet. Es zeigt, dass es keinerlei Beziehung zwischen der Physiologie und der Psychologie eines Patienten gibt. Als Ergebnis dieser Studie werden Robert und Marion Einbeck vom Southwestern Medical Center in Dallas und dem Georgia Institute of Technology in Atlanta eingeladen.

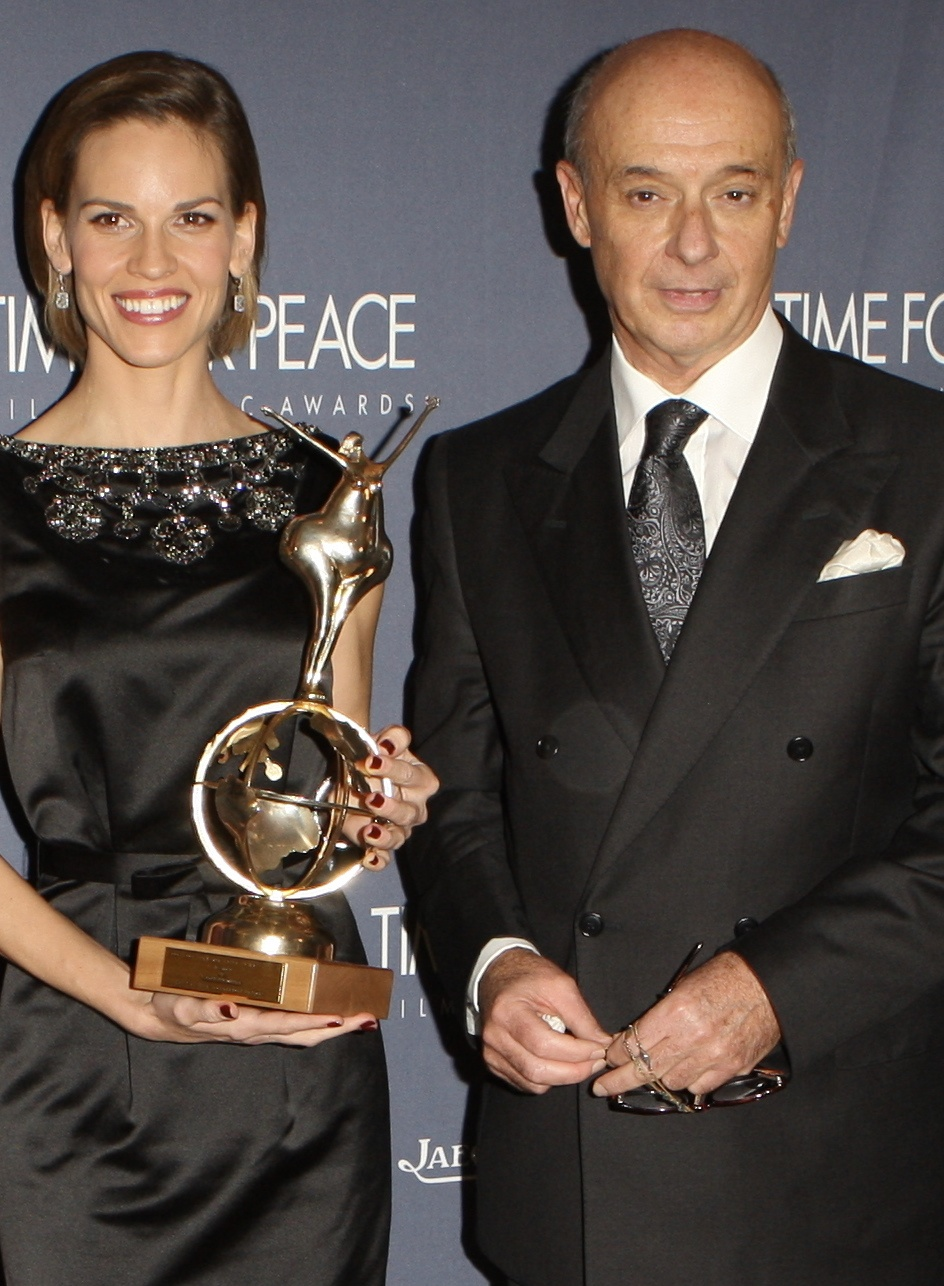
2007 - Hilary Swank zusammen mit Robert Einbeck

Die Einbecks widmeten die nächsten zwanzig Jahre ihres Lebens diesem Projekt, aus dem 1994 die Time For Peace Film & Music Awards hervorgingen. Ziel dieser jährlichen Zeremonie war es, filmische und musikalische Kreationen zu prämieren, die universell vermitteln Werte wie Toleranz, besseres Verständnis zwischen Menschen und Respekt für andere. Als Preisträger sind unter anderem Steven Spielberg für Schindlers Liste, Hilary Swank für ihre Rolle in Freedom Writers, Joan Baez für ihr Lebenswerk, Robin Williams für Good Will Hunting, Sounds of Blackness oder Stevie Wonder für Conversation Peace genannt. Verliehen wurden die Preise unter anderem von Bill Clinton, Boutros Boutros-Ghali und Kofi Annan.

## Rückkehr zur Malerei
2012 beschloss Einbeck, das Projekt „Time For Peace“ aufzugeben und sich erneut seiner Malerei zu widmen. Die Organisation des Projekts liegt seitdem in den Händen seiner Frau Marion.
Einbeck entwickelte eine neue Denkweise in Bezug auf die Gewalt, die dem Leben im Allgemeinen und der menschlichen Spezies im Besonderen innewohnt. 2012 schrieb er sein Manifest über Schusswaffen und schuf zwölf große Leinwände zum Thema Gewalt, die er Barrels nannte. Diese Gemälde wurden 2013 im Frost Art Museum in Miami im Rahmen des Shock-Bang!-Projekts gezeigt. Das Frost Art Museum ist eines der wichtigsten Museen Floridas und Teil der Smithsonian Institution in Washington, DC. Nach der erfolgreichen Ausstellung in Miami wurden diese Bilder 2014 ebenfalls in Paris in der Galerie 89 gezeigt.
Nach dieser Barrel’s Period kehrte Einbeck zur ursprünglichen Initiative seiner Serenity Disks zurück. Einbeck stützte seine Arbeiten auf diese spirituelle und philosophische Dimension, die seinem Werk innewohnt, und untersuchte erneut das wesentliche Problem des Platzes der Menschheit, ihre Beziehung zu anderen und das Streben nach Glück und universeller Liebe. Diese Frage, die seiner gesamten Karriere so innewohnt und die bereits in den Schriften seiner Jugend, in der Schaffung seiner verschiedenen Kontemplationsräume und heute in seinen „Serenity Disks“ zu finden ist, zieht sich durch seine gesamte Arbeit als wahres Leitmotiv, dessen Ziel es ist, die Öffentlichkeit über sich selbst hinaus zu bringen, damit es ihr gelingt, der Beantwortung dieser existenziellen Fragen näher zu kommen.

## Das Serenity Projekt
Das Serenity Projekt wendet sich vor allem an Patienten und Pflegepersonal, die aufgrund der Coronavirus-Pandemie in den Krankenhäusern isoliert sind. Dutzende unterschiedlicher Disks of Serenity wurden vom Künstler gemalt und mit der Unterstützung von Multimedia-Künstlern zu bislang sechs unterschiedlichen Video- und Musiksequenzen umgesetzt. Dieses Projekt wird zusammen mit einem multidisziplinären Team unter der Leitung von Professor Bourdarias im Ambroise Paré Krankenhaus in Boulogne-Billancourt durchgeführt.